# كبوت (لباس)
الكَبُّوت هو معطف صوفيّ طويل بنمط ملفوف مع غطاء للرأس.